# Lappland

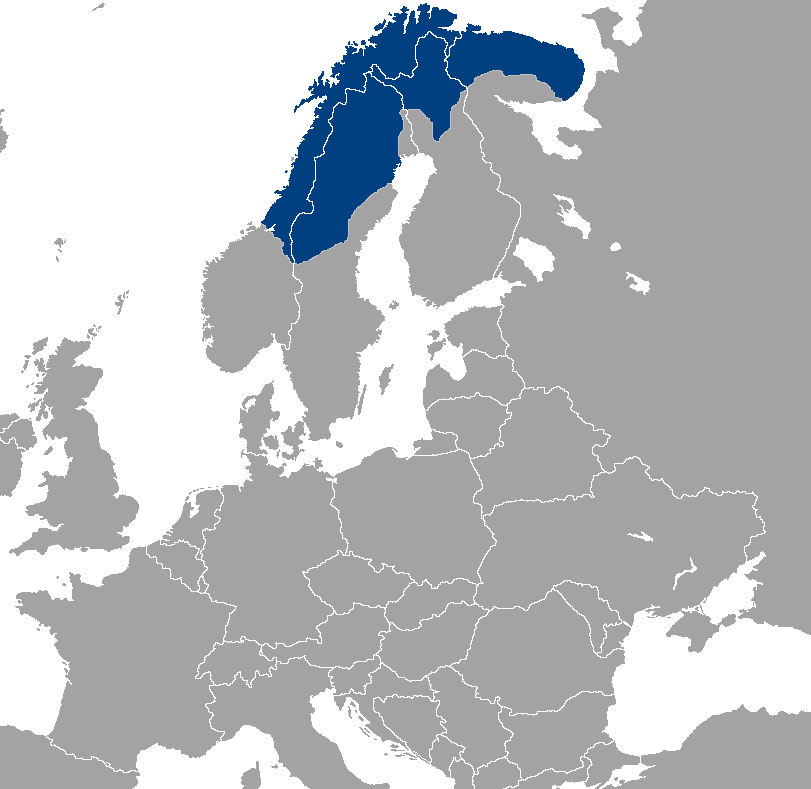
Heutiges Siedlungsgebiet der Samen

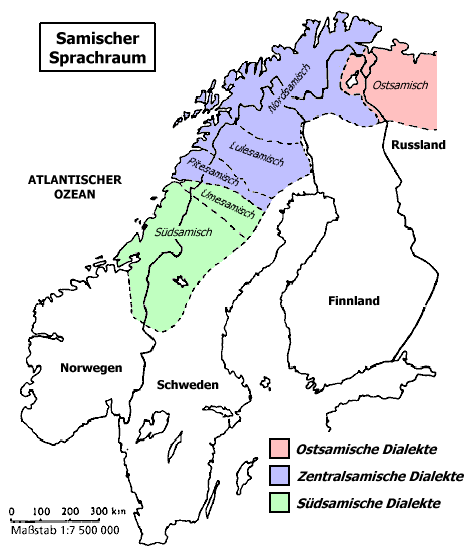
Der samische Sprachraum

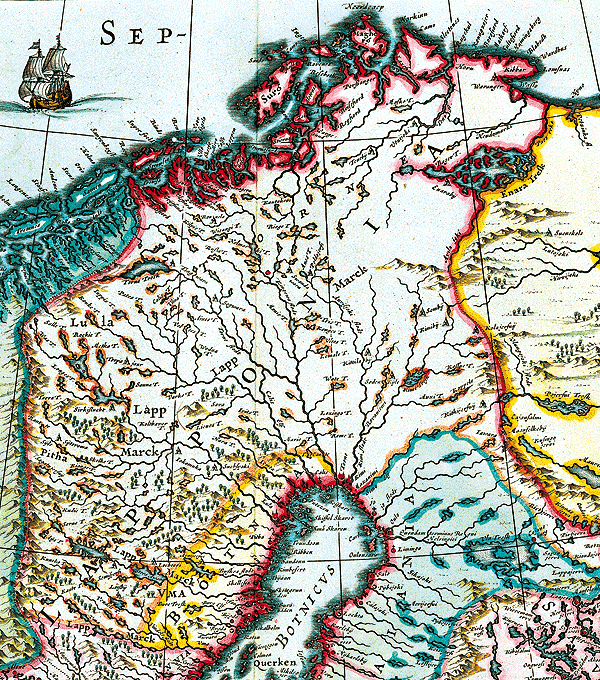
Lappland auf einer Karte des 17. Jahrhunderts (Joan Blaeu, Atlas Maior)

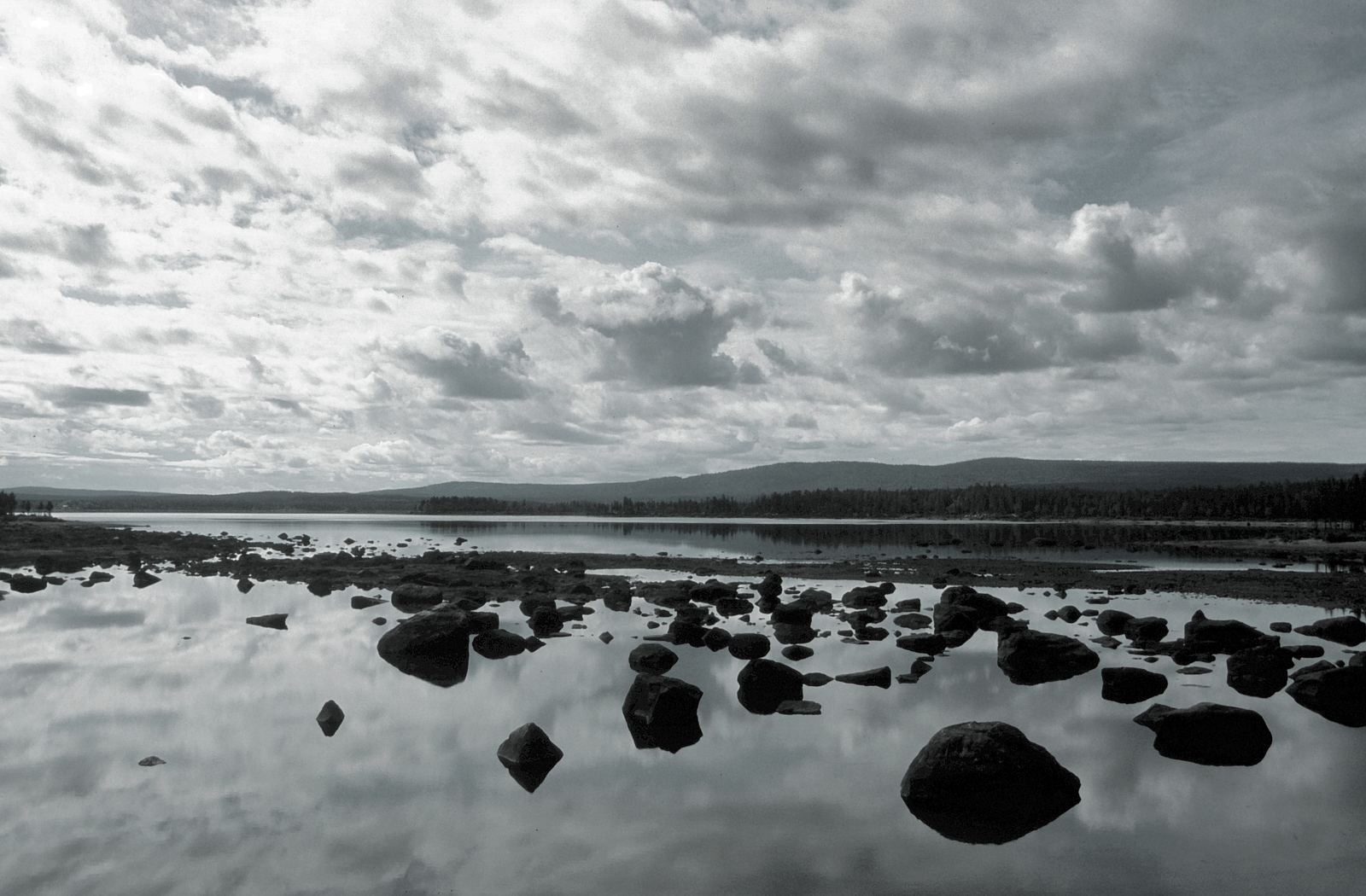
Seenlandschaft in der Nähe von Jokkmokk

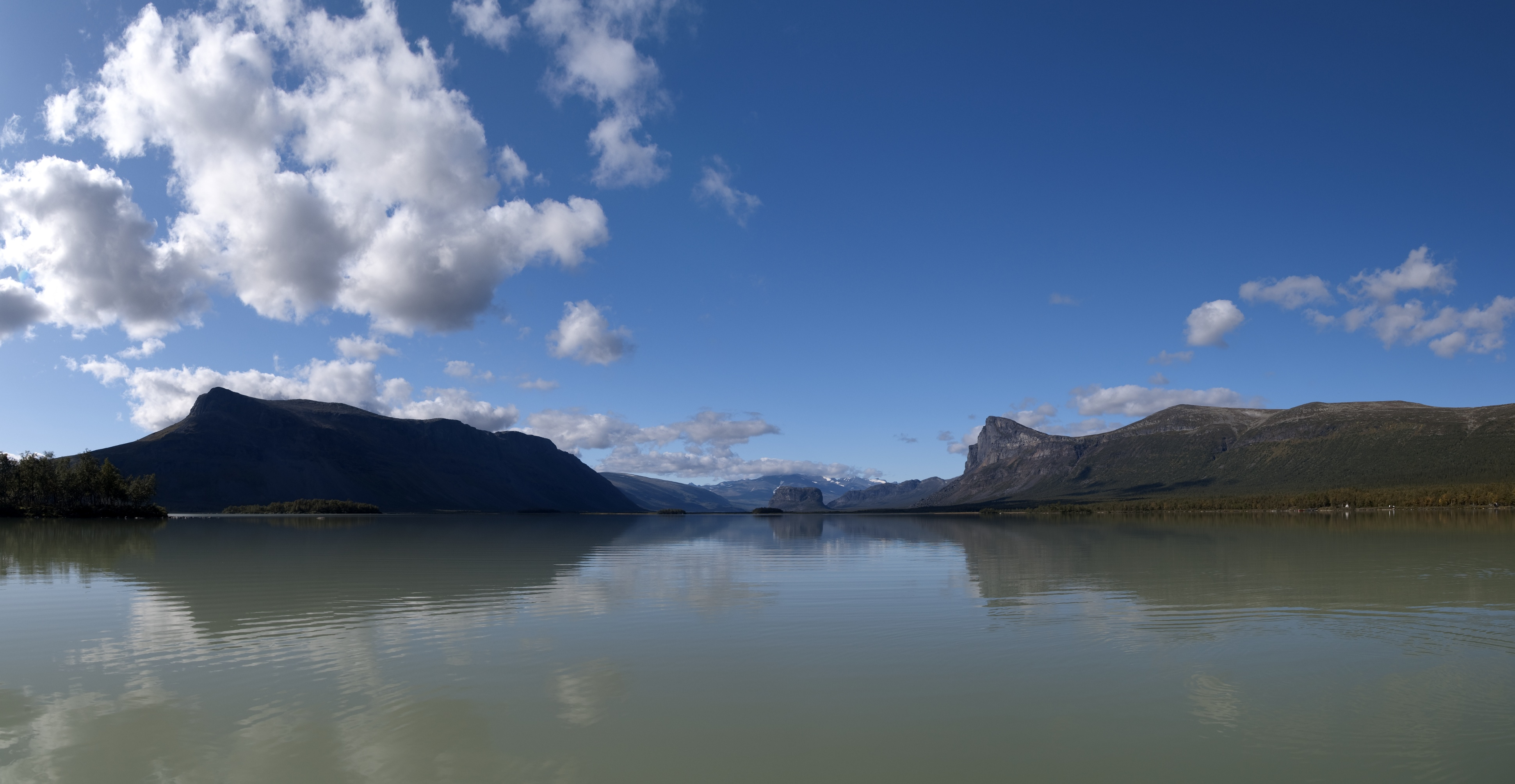
Blick in den Sarek-Nationalpark, ins Rapadalen mit den Bergen Tjåkkeli und Skierffe

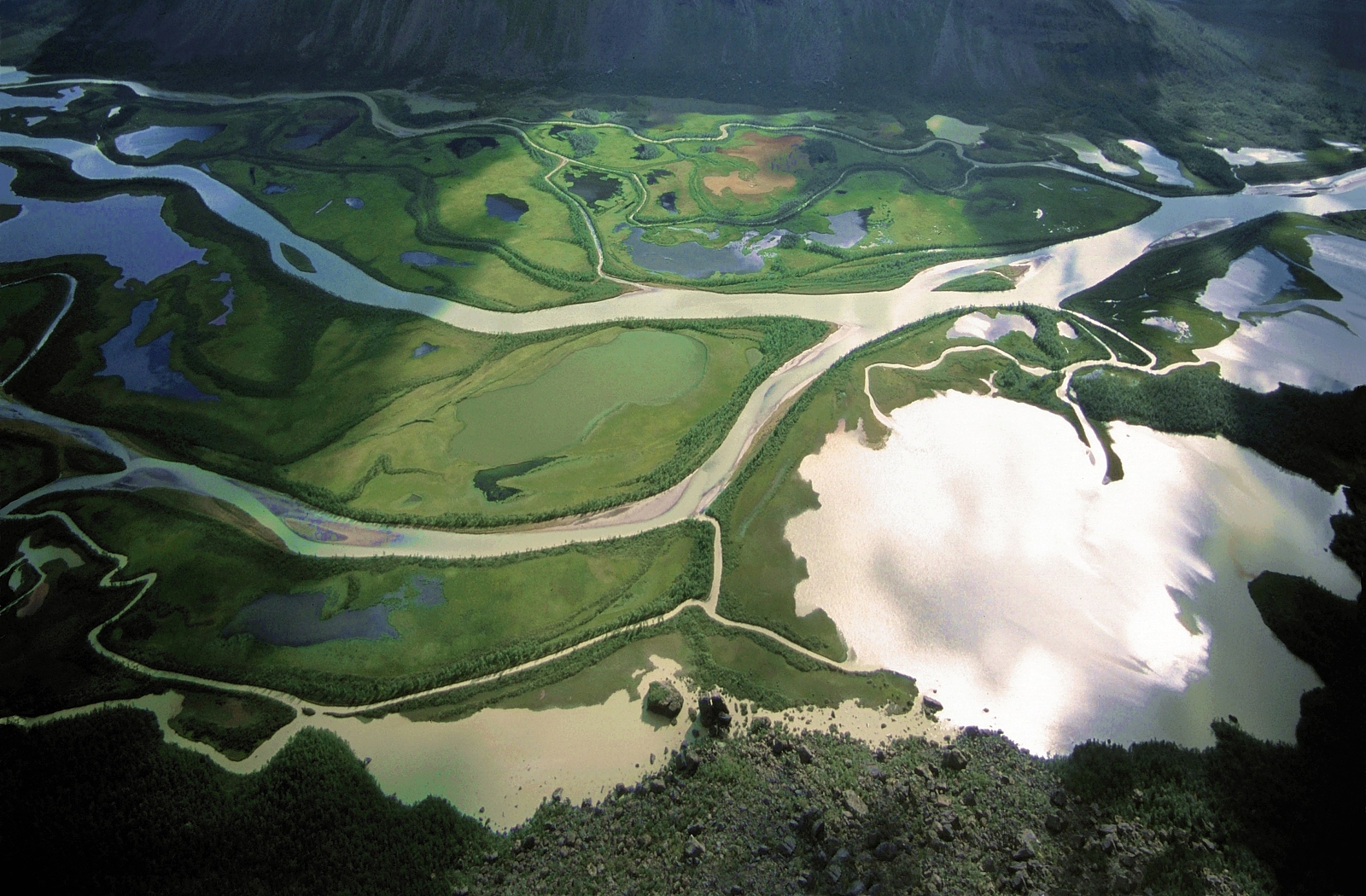
Das Rapadelta im Sarek-Nationalpark gehört zu den eindrucksvollsten Naturschönheiten Europas

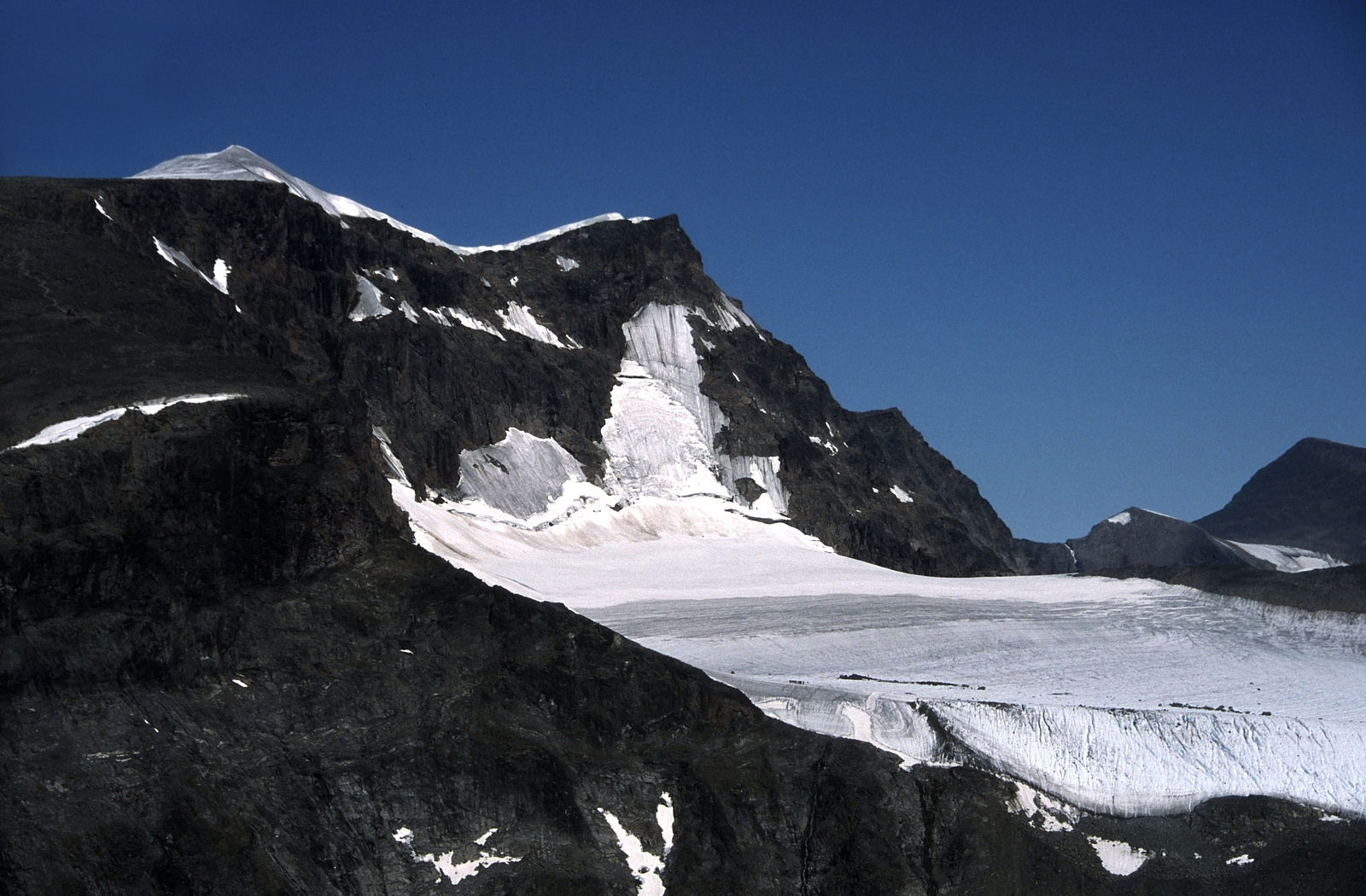
Kebnekaise, der höchste Berg Lapplands und ganz Schwedens (2.097 m)

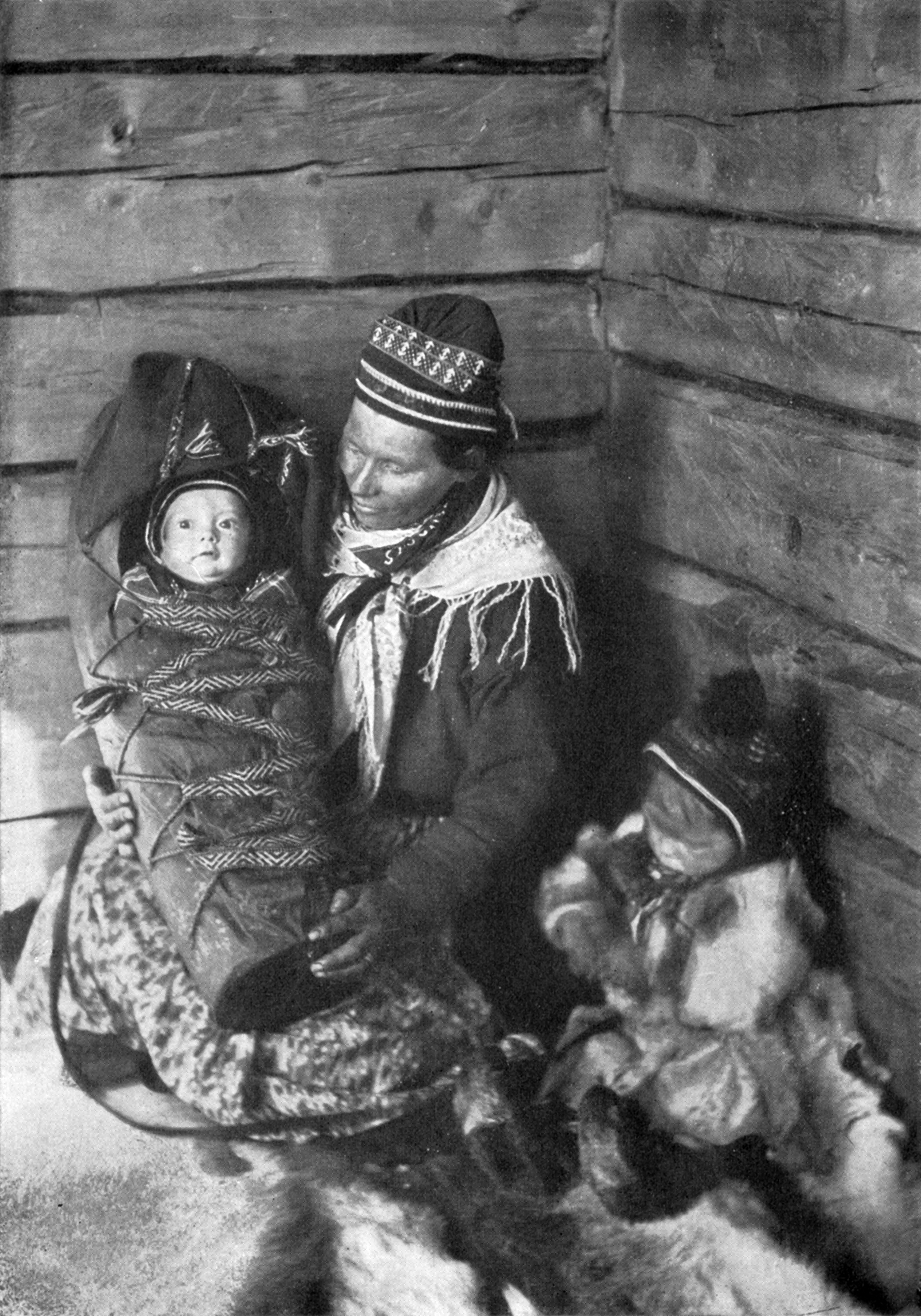
Mutter mit Kleinkind in einer der regionalen samischen Trachten, 1917

Lappland (finnisch Lappi, schwedisch und norwegisch Lappland, russisch Лапландия Laplandija) ist eine Landschaft in Nordeuropa, deren Abgrenzung unterschiedlich gezogen wird. Häufig wird damit der nördlich des Polarkreises liegende Teil Fennoskandinaviens bezeichnet, der zu den Ländern Norwegen, Schweden, Finnland und Russland (Föderationskreis Nordwestrussland) gehört.
Die größte Ausdehnung hat Lappland, wenn man es mit Sápmi, dem Siedlungsgebiet und Kulturraum der Samen – der Urbevölkerung Lapplands – gleichsetzt. Diese Auffassung ist jedoch nicht allgemein gebräuchlich und die Grenzen von Sápmi nach Süden sind nicht genau definiert. Bei dieser Definition und der Berechnung der Verwaltungsgebiete, in denen die samischen Sprachen offiziellen Status genießen, würde die Fläche 388.350 km² beträgen. Dieses Gebiet hat eine Bevölkerung von 2.317.159, davon jedoch nur rund 70.000 Samen. Nach dieser Abgrenzung ist Lappland knapp 10 % größer als Deutschland. Nimmt man jedoch nur den nördlich des Polarkreises liegenden Teil von Skandinavien, Finnland und der Halbinsel Kola – wie zumeist üblich –, so beträgt die Fläche nur rund 260.000 km². Bezieht man den Begriff lediglich auf die historische schwedische und die bestehende finnische Provinz, so liegt die Fläche bei 217.193 km². Unabhängig von der Definition liegt die Bevölkerungsdichte bei rund 2 Einwohnern pro km², wobei die überwiegende Mehrheit der Einwohner in den Städten an den Küsten wohnt. Außerhalb der Städte liegt die Bevölkerungsdichte daher faktisch nahe 0.
Zur Vermeidung der Begrenzungsproblematik wird heute häufig die Bezeichnung Nordkalotte verwendet, die sich klar an die entsprechenden Provinzgrenzen der vier beteiligten Länder anlehnt.

Wappen der Fylke Finnmark, die heute den norwegischen Teil Lapplands ausmacht
Wappen von Schwedisch-Lappland
Wappen von Finnisch-Lappland
Wappen der Oblast Murmansk, die heute den russischen Teil Lapplands ausmacht

Die Sámi sind ein indigenes Volk, das früher „Lappen“ genannt worden ist. Lappland hatte nie eine eigene Staatlichkeit und ist heute zwischen den vier Staaten Norwegen, Schweden, Finnland und Russland aufgeteilt. In einem erstarkenden Nationalbewusstsein der Ureinwohner ist die samische Flagge heute immer häufiger zu sehen. Die Samen sind jedoch nur eine Minderheit der Bevölkerung, deren Anteil ca. 4 % ausmacht.

## Geografie
Die sehr dünn besiedelte Landschaft steigt von der Ostsee nach Westen über flachwellige Taigagebiete allmählich an und erreicht an der schwedisch-norwegischen Grenze in den Skanden Berghöhen von gut 2000 Metern (Kebnekaise, Sarek, Akka). Die Halbinsel Kola ist im westlichen Teil gebirgig und erreicht im Chibinen-Gebirge 1201 Meter.
Lappland ist von zahlreichen großen Strömen durchzogen. Dazu gehören der Torne älv, Muonio älv, Kemijoki, Oulujoki, Kalixälv, Luleälv, Piteälv, Ivalojoki und Tuloma.
Die größten Städte sind Kiruna (Eisenerzabbau), Rovaniemi, Jokkmokk, Arvidsjaur, Tornio, Pallastunturi, Malmberget, Gällivare, Inari und Kirkenes. Wird die Halbinsel Kola noch zu Lappland gezählt, dann ist Murmansk die größte Stadt der gesamten Region.

## Klima
Das Klima reicht von kühl-gemäßigt an der vom Golfstrom gewärmten, norwegischen Küste über kalt-gemäßigt in den Nadelwaldgebieten bis zu subpolar in den Fjällgebieten und Tundren der nördlichsten Regionen. Aufgrund des Golfstromes sind die Häfen Norwegens (z. B. Narvik als ältester Erzverladehafen) ganzjährig eisfrei, während der Bottnische Meerbusen im Winter zufriert. Das Klima in Lappland ist zuweilen sehr extrem: am selben Ort kann es im Lauf des Jahres durchaus zwischen plus 30 und minus 30 Grad Celsius schwanken. Da Lappland in der Westwindzone liegt, ist die Westseite der Gebirge wesentlich niederschlagsreicher als die Ostseite (Luv und Lee). Je weiter man nach Osten kommt, desto trockener und kontinentaler wird das Klima. Die aktuelle Klimaveränderung (globale Erwärmung) vollzieht sich in Lappland zweimal schneller als in südlicher liegenden Gebieten und wird dementsprechend drastische Veränderungen herbeiführen. Die teilweise vorkommenden Permafrostböden weisen bereits einen deutlichen Trend zur Verkleinerung auf.

## Flora
Bis auf die Gebirge über 600 m und den äußersten Norden ist der boreale Nadelwald mit der Fichte auf frischen Böden und der Kiefer auf trockeneren Böden vorherrschend. Hartholz-Laubbäume kommen in Lappland nicht vor. An Weichholz-Laubbäumen findet man eingestreut Birken, Ebereschen, Pappeln, Espen und Weiden, wobei die Birke der mit Abstand häufigste Laubbaum in den Nadelwäldern ist. Die Fjällbirke (eine Unterart der Moorbirke) bildet als Waldtundra den Übergang von der Taiga zur Bergtundra (Fjäll) bis etwa 800 m und der Tundra in den nördlichsten Landesteilen der Finnmark. In Fjäll und Tundra herrschen Gräser und Zwergstrauchheiden vor, durchwachsen mit Moosen und Flechten. Die Moltebeere (fin. Lakka, schwed. Hjortron), die in den zahlreichen Moorgebieten wächst, ist bei den Bewohnern des Landes eine beliebte Nachspeise und in Finnland in Form von Lakkalikööri sehr populär.

## Fauna
Die Tierwelt Lapplands ist typisch für die kaltgemäßigte und polare Klimazone, so dass Amphibien, Reptilien und Insekten nur in geringer Artenzahl vorhanden sind. Besonders reich ist die Vogelwelt mit vielen Schnepfenvogel-, Greifvogel- und Singvogelarten (typisch die Spornammer). Wie auch die Insekten treten die (wandernden) Vögel, je nach Art, zur günstigen Jahreszeit in großen Zahlen auf. Bei den Säugetieren fallen zuerst die großen Herden des halbdomestizierten Rentieres auf, die im Winter die Waldgebiete und im Sommer die Bergregionen aufsuchen. Alle Rentiere Lapplands sind im Besitz der Samen. Weitere ungefährdete Säugetiere sind Lemming, Elch und Braunbär. Die Beutegreifer Wolf, Vielfraß und Luchs sind in Lappland nur noch selten. Das gilt auch für den Polarfuchs, der aufgrund der Klimaerwärmung immer größere Konkurrenz vom Rotfuchs bekommt, der von Süden einwandert.

## Wirtschaft
In Lappland gibt es große Vorkommen von Bodenschätzen, insbesondere Eisenerz in Schweden (z. B. Kiruna), Kupfer in Norwegen sowie Nickel und Apatit in Russland. Daneben spielt vor allem die Forstwirtschaft die größte Rolle in der Wirtschaft der schwedischen und finnischen Gebiete Lapplands. Eine Besonderheit ist die traditionelle Rentierzucht der Samen.

## Naturschutz
Die Nationalparks und Naturschutzgebiete Lapplands bilden zusammenhängend den größten Schutzgebietskomplex in ganz Europa. Sie gehören zu den größten verbliebenen Wildnisgebieten Europas.
Bedeutende Naturregionen in Lappland:
- Welterbe Laponia
- Nationalpark Sarek
- Nationalpark Padjelanta
- Nationalpark Abisko
- Kebnekaise
- Saltfjellet-Svartisen-Nationalpark
- Inarisee
- Nationalpark Pallas-Yllästunturi
- Nationalpark Lemmenjoki
- Blåfjella-Skjækerfjella
- Varangerhalvøya-Nationalpark
- Laplandsky-Zapovednik

## Kultur
In Inari wurde 1998 das der Geschichte und Kultur der Sámi gewidmete Museum Siida eröffnet.
Der schwedische Schriftsteller Ernst Didring hat sein Hauptwerk Malm (Erz) dem Eisenbahnbau in Sápmi und der Eisenerzgewinnung gewidmet. Der deutsche Künstler Peter Gabrian beschäftigte sich in seiner Malerei wiederholt mit der Landschaft im Norden von Finnland und der Mitternachtssonne.
Der Band Auf fremden Pfaden der Reihe Karl May's Gesammelte Reiseerzählungen enthält die Kurzgeschichte Saiwa tjalem, die in Lappland spielt.

## Verkehr
Das schwedische Lappland wird von drei Europastraßen durchzogen. In Karesuando an der schwedisch-finnischen Grenze beginnt die E 45, die südwärts sogar bis nach Agrigent an der Südküste Siziliens führt. Im schwedischen Teilabschnitt der E 45 (bis Göteborg) ist diese zugleich die Reichsstraße 45 (Rv 45, Inlandsvägen) – die einzige Nord-Süd-Alternative zur E 4 an der Ostseeküste entlang. Die E 10 (Nordkalottenvägen), die Rv 95 (Silvervägen) und die E 12 (Blåvägen) durchqueren Lappland in Ost-West-Richtung. Die Verkehrsdichte ist sehr gering, das größte Unfallrisiko besteht in der Begegnung mit Rentieren oder Elchen.
Die Erzbahn (Malmbanan) durchzieht den nördlichen Teil Lapplands von Luleå kommend über Boden (Anschluss nach Stockholm und Göteborg), Gällivare, Kiruna und Riksgränsen in Richtung Narvik. In Gällivare beginnt auch die Inlandsbanan, die über 1300 km bis nach Kristinehamn am Ufer des Vänern südwärts führt. Diese Strecke dient heute fast nur noch touristischen Zwecken. In Bodø endet die norwegische Nordlandstrecke und in Kemijärvi bzw. Kolari die finnische Bahn.

## Sehenswürdigkeiten
Zu den Sehenswürdigkeiten in Norwegen gehören:
- die Stadt Tromsø, die am Europäischen Nordmeer liegt, und mit 73.000 Einwohnern zu den größten Städten Lapplands gehört
- die Region Alta, mit den Felszeichnungen und dem Alta Canyon
- das Nordkap, eine der höchsten Klippen über der Barentssee
- Varanger Halbinsel mit Vadsö und Vardö, mit einem historischen Lufthafen für Zeppeline

Sehenswürdigkeiten in Finnland sind:
- die Stadt Rovaniemi, die im Zweiten Weltkrieg von den Deutschen vollkommen zerstört wurde. Der Grundriss der neuaufgebauten Stadt gleicht einem Rentier
- Arktis-Museum „Arktikum“, hier wird unter anderem die Geschichte Finnisch Lapplands präsentiert
- Santa Claus Village, in der Gegend von Rovaniemi
- das Wander- und Skigebiet Saariselkä
- Inari ist das Finnische Zentrum der Sámi

Die Sehenswürdigkeiten im Schwedischen Lappland sind:
- die Stadt Jokkmokk mit dem Samen- und Fjällmuseum Ajtte sowie dem sámischen Wintermarkt, der jedes Jahr in der ersten Februarwoche stattfindet
- die Stadt Kiruna mit dem weltgrößten Eisenerzbergwerk Kirunavaara. Einmal jährlich findet in Kiruna das Eisskulpturen-Festival statt
- das Eishotel in Jukkasjärvi
- das European Space and Sounding Rocket Range, ein Ballon- und Raketenstartplatz für den Start von Höhenforschungsraketen nördlich von Kiruna